# ياب فان براغ

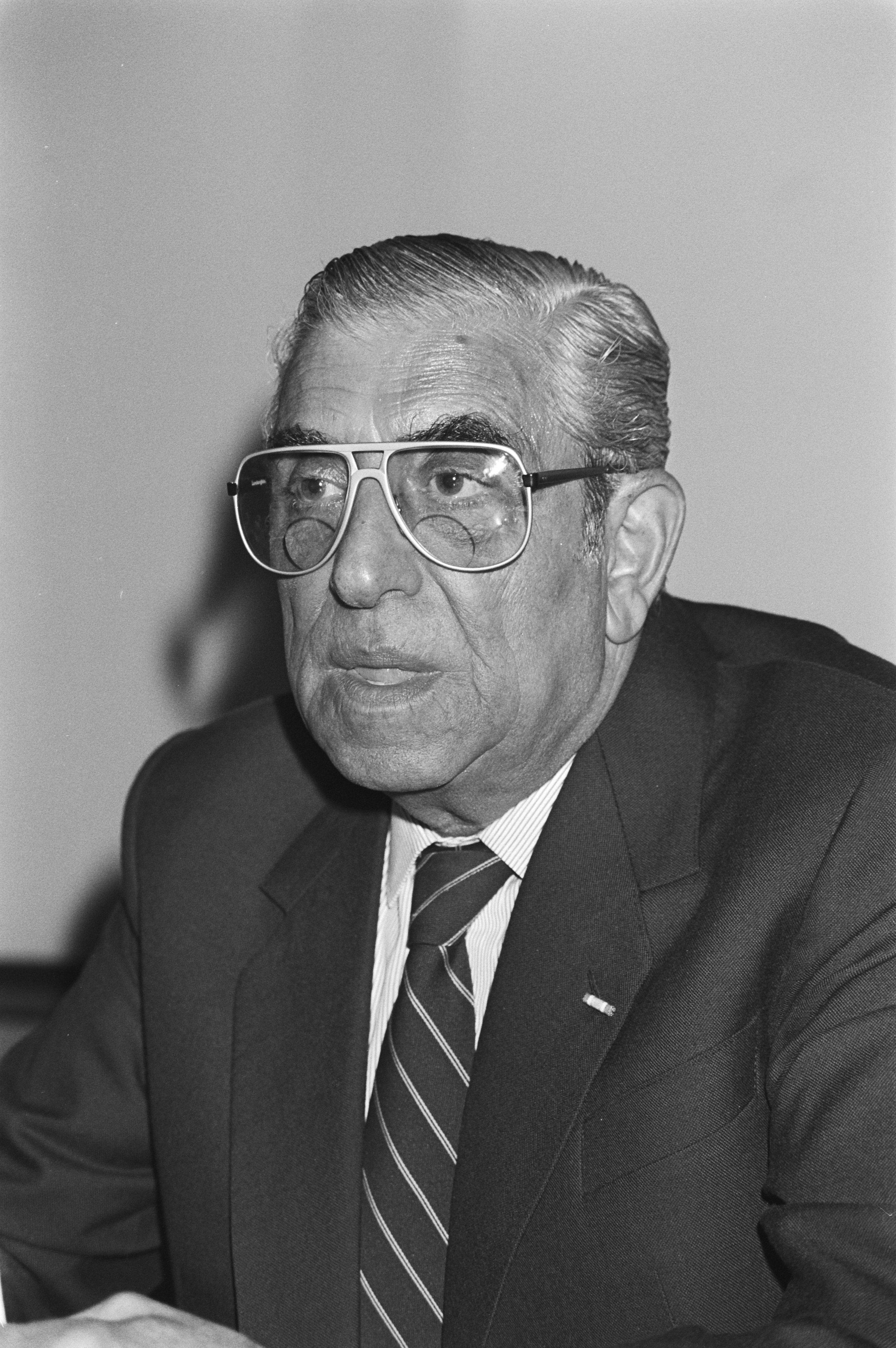
ياب فان براغ عام 1981

كان ياب فان براغ (10 يوليو 1910 - 7 أغسطس 1987) مديرًا هولنديًا لكرة القدم ورئيسًا لنادي كرة القدم المحلي أياكس أمستردام.

## حياة سابقة
بدأ ياب فان براغ مسيرته المهنية بالعمل في الأعمال الموسيقية لوالده في أمستردام، حيث ولد. على عكس والده، رأى إمكانات كبيرة في أسطوانات الجراموفون وبدأ عمله الخاص في وسط مدينة سبوي، والذي أطلق عليه اسم سيد صوته. أُجبر على الاختباء بسبب اضطهاد اليهود خلال الحرب العالمية الثانية حيث وجد ملاذاً لأول مرة مع عم لاعب أياكس السابق ويم شويفارت. بعد عامين ونصف كان يختبئ في متجر للصور في Overtoom (Amsterdam) [الإنجليزية]. أُجبر على الجلوس على كرسي، بلا حراك، لأن صاحب المتجر لم يكن يعلم حتى أنه كان هناك. زوجته الأولى خلال هذه الفترة لم تكن يهودية ولم تختبئ معه وتركته لرجل آخر خلال هذه الفترة.
قُتل والدا ياب فان براغ وأخته في أوشفيتز.
بعد الحرب، ظل رجل أعمال نشط في عالم الموسيقى. كان أيضًا نشطًا في التلفزيون، وفي عام 1962 استضاف برنامج الألعاب Onbekend Talent ( Unknown Talent ) لصالح VARA، والذي كان من أوائل البرامج التي أعطت المواهب الشابة فرصة على التلفزيون.

## المسيرة
في عام 1964، أصبح ياب فان براغ رئيسًا للنادي الهولندي لكرة القدم أياكس أمستردام، وبدأ العصر الذهبي للنادي. كان النادي قد أفلت للتو من الهبوط في الموسم السابق، لذلك قرر ياب فان براغ تعيين مهاجم أياكس السابق رينوس ميشيلز كمدرب رئيسي جديد. ارتقيا بالنادي معًا إلى آفاق احترافية جديدة، بمساعدة مالية من Maup Caransa والأخوة Van der Meijden من بين آخرين. من المعروف أن الإخوة فان دير ميجدين قد تعاونوا مع النازيين خلال الحرب العالمية الثانية، وهم معروفون على نطاق واسع باسم bunkerbouwers (بناة القبو). كان ياب فان براغ أسطوريًا واعترف بأنه لم يواجه صعوبة في الكذب إذا كان ذلك في مصلحة ناديه. اشتهر في هذا الصدد تصريح يوهان كرويف عن ياب فان براغ، والذي قال إنه لم يكن قادرًا على الإمساك به في الحقيقة. بتوجيه من فان براج، فاز أياكس بكأس أوروبا ثلاث مرات متتالية من عام 1971 إلى عام 1973. وخلفه في أياكس Ton Harmsen [الإنجليزية] . في عام 1987 توفي ياب فان براغ عن عمر يناهز 77 عامًا في حادث مروري في مسقط رأسه أمستردام. وصف كييس فان كولينبورغ، الرئيس التنفيذي لشركة Voetbal International آنذاك، حياة ياب فان براغ في نعيه بأنها حياة مبتسمة.

## العائلة
كان لدى ياب فان براغ أربعة أطفال من زواجين. من زواجه الثاني كان لديه ابنة تدعى بيجي وابن اسمه مايكل. اتبع ابنه مايكل فان براغ في وقت لاحق خطى والده وكان أيضًا رئيسًا لفريق أياكس خلال فترة أخرى ناجحة جدًا في النادي. خدم ابنه هذه الوظيفة من 1989 إلى 2003. منذ زواجه الثالث، كان لديه ابنتان، باميلا والمقدمة التلفزيونية والممثلة بيريل فان براغ.
شقيقه الأصغر هو ماكس فان براغ، الذي أصبح مغنيًا معروفًا. مذيعة الأخبار مارغا فان براغ ومقدم البرامج التلفزيونية تشيل فان براغ هما أطفال ماكس، وياب فان براغ هو عمهم.

## التباس الاسم
هناك ياب فان براغ آخر، يحمل الاسم نفسه، وهو سياسي غالبًا ما يتم الخلط بينهما. كان كلاهما في نفس العمر تقريبًا (مواليد 1910 و 1911) ، وكلاهما وُلدا في أمستردام ونجا كلاهما من الحرب مختبئين في المدينة. بالإضافة إلى ذلك، لعب كلاهما دورًا في البث لصالح VARA.